# 호마노

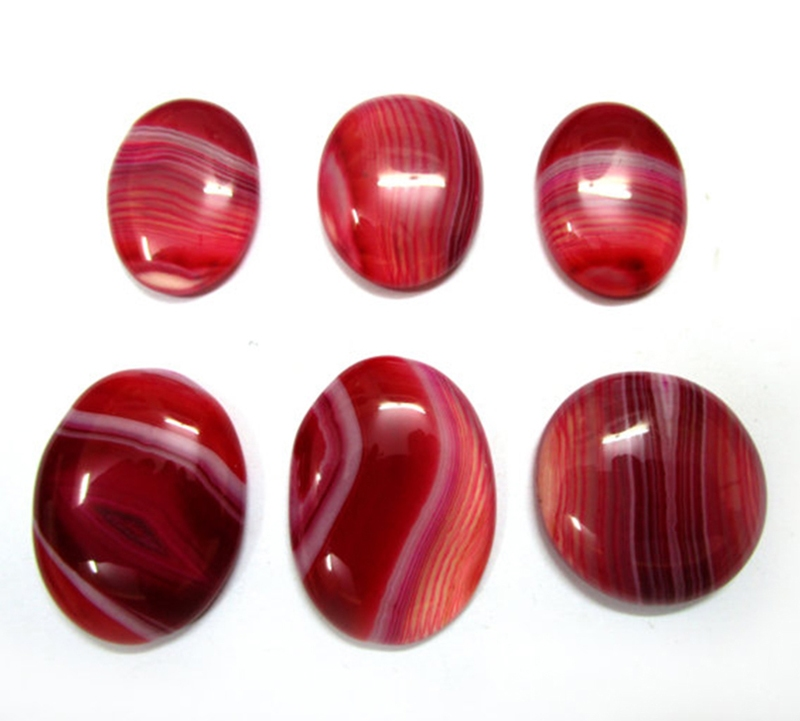
호마노

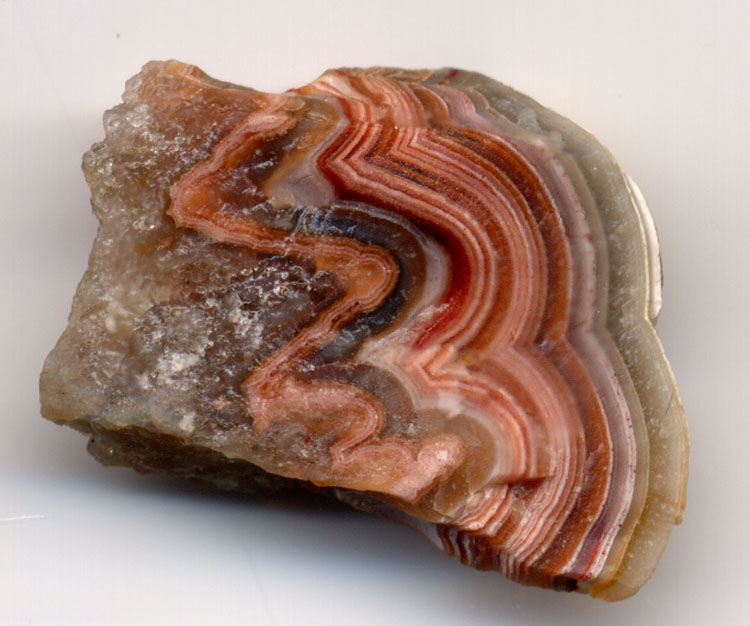
호마노

호마노(縞瑪瑙) 또는 오닉스(Onyx)는 마노의 일종이다.

## 종류
오닉스는 여러 색의 띠로 구성된다.
사도닉스(sardonyx)는 검은색이 아닌 빨간 음영의 띠가 있는 오닉스의 일종이다. 블랙오닉스는 가장 유명한 종류일 수 있으나 색띠가 있는 오닉스만큼 흔치는 않다. 시장에서 대부분의 블랙 오닉스는 인공적으로 만든 색이다.